# Jean-Germain-Désiré Armengaud
Pour les articles homonymes, voir Armengaud.
Jean-Germain-Désiré Armengaud (26 mai 1797 à Castres - 21 mars 1869 à Paris) est un critique d'art.
Il publia de gros volumes sur l'Art à la suite de ses nombreux voyages.
Il fut nommé chevalier de l'Ordre de Saint-Grégoire-le-Grand et commandeur de l'Ordre de Saint-Stanislas.

## Distinctions
- Chevalier de l'ordre de Saint-Grégoire-le-Grand

## Ouvrages

### en tant qu'auteur principal
- Les Grandes Galeries de l'Europe :
  - tome 1 : Rome (1856)
  - tome 2 : Gênes, Turin, Milan, Parme, Mantoue, Venise, Bologne, Pise (1862)
  - tome 3 : Florence, Naples, Pompéi (1866)
- Les Galeries Royales d'Angleterre (1866-67)
- Les Chefs-d'Œuvre de l'Art chrétien (1858)
- Les Trésors de l'Art (1859)
- Les Reines du Monde par nos premiers écrivains (1862)
- Le Livre d'or de la Peinture (1866)

### en tant que directeur de publication ou collaborateur
- La Révolution française, de Jules Janin (1862)

Il a collaboré à L'Histoire des Peintres de toutes les écoles, de Charles Blanc.